# Kangnasaurus
Kangnasaurus is een geslacht van plantenetende ornithischische dinosauriërs, behorend tot de groep van de Euornithopoda, dat tijdens het Krijt leefde in het gebied van het huidige Zuid-Afrika.

## Naamgeving en vondst
De typesoort Kangnasaurus coetzeei werd in 1915 benoemd door Sidney Henry Haughton. De geslachtnaam verwijst naar de boerderij Kangnas waar het fossiel in 1913 werd gevonden. De soortaanduiding verwijst naar de eigenaar van de boerderij, Coetzee.

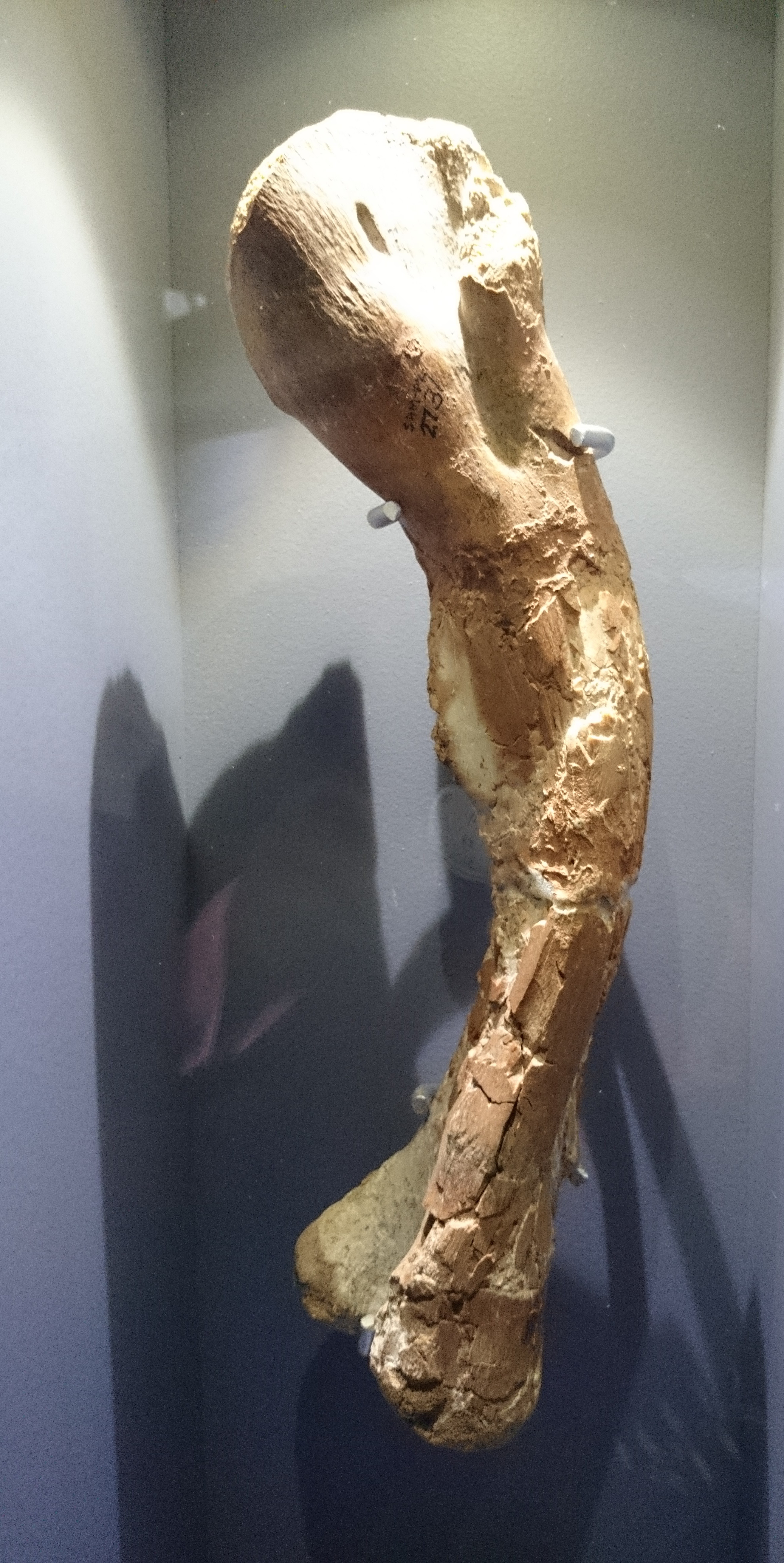
Een van de toegewezen dijbeenderen

Het holotype, SAM 2732, is in het noorden van de Kaapprovincie, Nakawamaland gevonden in een put op een diepte van 34 meter. De put was geslagen in een oud kratermeer dat door allerlei conglomeraten opgevuld is. Hierdoor is de stratificatie moeilijk te bepalen. Vermoedelijk gaat het om lagen jonger dan tachtig miljoen jaar, dus uit het Opper-Krijt. De datering wordt echter onzeker gemaakt door de waarschijnlijkheid dat er een vermenging heeft plaatsgevonden met latere afzettingen die in de krater gespoeld zijn, zelfs uit het Tertiair. Daarom wordt ook wel aan het Onder-Krijt gedacht als leeftijd voor de dinosauriër zelf en zelfs aan het laatste Jura. Het holotype bestaat uit een enkele tand die in een kalkbol zat. Haughton wees er ander materiaal aan toe, waaronder vijf losse dijbeenderen, een middenvoetsbeen, een dijbeen met scheenbeen, een scheenbeen met voet, wervels en wat botfragmenten.
In 1986 werd de soort opnieuw beschreven door Michael Robert Cooper. Deze toonde aan dat de tand niet uit de bovenkaak kwam, zoals gedacht door Haughton, maar de onderkaak. Net als Haughton twijfelde hij eraan of het andere materiaal wel met de tand in verband te brengen viel.

## Beschrijving
Het enige zekere deel van de soort, de tand, is lang, geribbeld en taps toelopend. De andere vondsten wijzen op een kleine tweevoetige planteneter van een paar meter lang.

## Fylogenie
Haughton wees Kangnasaurus toe aan de Iguanodontidae, maar Cooper achtte de Dryosauridae waarschijnlijker. Dat past echter slecht bij een datering in het late Krijt. Wegens de problemen met de toewijzing van het materiaal en de datering wordt de soort meestal gezien als een nomen dubium. Peter Galton meende echter in 2006 dat op het toegewezen materiaal bij een herbeschrijving een valide taxon gebaseerd kan worden.